# الشقيق (فرع العدين)

تعديل مصدري - تعديل

الشقيق محلة تابعة لقرية الأشعاب، التابعة لعزلة بني أحمد والثلث بمديرية فرع العدين إحدى مديريات محافظة إب في الجمهورية اليمنية، بلغ تعداد سكانها 20 حسب تعداد اليمن لعام 2004.